# برايان هاردمان
برايان هاردمان (بالإنجليزية: Brian Hardman) هو لاعب كرة قدم نيوزيلندي، ولد في 9 يناير 1940 في بولتن في المملكة المتحدة. شارك مع منتخب نيوزيلندا لكرة القدم. أما مع النوادي، فقد لعب مع كرايستشرش يونايتد.

## وصلات خارجية
- برايان هاردمان على موقع الاتحاد الدولي (مؤرشف)  (الإنجليزية)
- برايان هاردمان على موقع عالم كرة القدم.نت (الإنجليزية)